# Takashi Fujisawa
Pour les articles homonymes, voir Fujisawa (homonymie).
Takashi Fujisawa (藤沢 隆, Fujisawa Takashi, né le 7 février 1943) est un sauteur à ski et spécialiste du combiné nordique japonais.

## Palmarès

### Jeux olympiques d'hiver
| Épreuve / Édition           | Innsbruck 1964 | Grenoble 1968 | Sapporo 1972 |
| Saut à ski Petit Tremplin   |                | 26e           | 23e          |
| Saut à ski Grand Tremplin   |                | 18e           | 14e          |
| Combiné nordique Individuel | 20e            |               |              |

### Championnats du monde de ski nordique
| Épreuve / Édition | Oslo 1966 | Vysoke Tatry 1970 |
| Grand Tremplin    | Argent    | 6e                |